# The Mars Volta

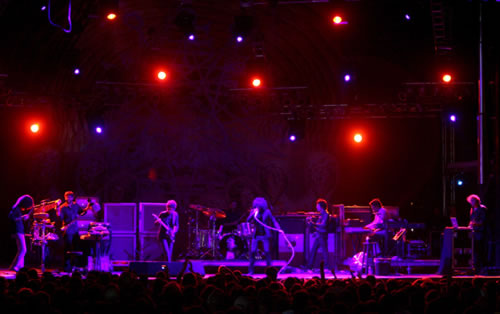
The Mars Volta

The Mars Volta — гурт із Ель-Пасо (США), що грає прогресивний рок. Заснований 2001 року. У 2009 гурт виграв премію Ґреммі у номінації «Найкраще виконання важкого року» з піснею «Wax Simulacra.» У 2008 році журнал Rolling Stone назвав гурт найкращим серед виконавців прогресивного року.

## Дискографія
Студійні альбоми 
- De-Loused in the Comatorium (2003)
- Frances the Mute (2005)
- Amputechture (2006)
- The Bedlam in Goliath (2008)
- Octahedron (2009)
- Noctourniquet (2012)
- The Mars Volta (2022)
- Que Dios Te Maldiga Mi Corazón (2023)
- Lucro Sucio; Los Ojos del Vacío (2025)